# دوبرومير ميتوف
دوبرومير ميتوف (بالبلغارية: Добромир Митов)‏ هو لاعب كرة قدم بلغاري في مركز الدفاع، ولد في 3 أبريل 1972 في بلاغويفغراد في بلغاريا. شارك مع منتخب بلغاريا لكرة القدم. أما مع النوادي، فقد لعب مع سسكا صوفيا ونادي بوتيف بلوفديف ونادي لوكوموتيف بلوفديف ونادي لوكوموتيف صوفيا.

## وصلات خارجية
- دوبرومير ميتوف على موقع الاتحاد الدولي (مؤرشف)  (الإنجليزية)
- دوبرومير ميتوف على موقع قاعدة بيانات كرة القدم.إي يو (الإنجليزية)
- دوبرومير ميتوف على موقع ناشيونال فوتبول تيمز (الإنجليزية)